# Бекетов, Владимир Андреевич
Влади́мир Андре́евич Беке́тов (род. 29 марта 1949, хутор Державный, Успенский район, Краснодарский край, РСФСР, СССР) — российский государственный деятель. Сенатор Российской Федерации от Законодательного собрания Краснодарского края (2017—2022), председатель Законодательного собрания (1995—2017). Герой Труда Кубани.
Из-за поддержки нарушения территориальной целостности Украины во время российско-украинской войны находится под персональными международными санкциями Евросоюза, США, Великобритании и ряда других стран.

## Биография
Родился 29 марта 1949 года на хуторе Державный Успенского района Краснодарского края. В 1966 году окончил среднюю школу № 4 села Коноково. После школы учился в ГПТУ № 9 города Туапсе, затем работал в Новороссийском морском пароходстве и вскоре был призван в армию. После службы в армии продолжил трудовую деятельность в одном из колхозов Успенского района. Был секретарём комитета ВЛКСМ, затем — секретарем партийной организации колхоза; впоследствии занимал должности заведующего сельскохозяйственным отделом Успенского райкома КПСС и инструктора Краснодарского краевого комитета КПСС.
С сентября 1980 года работал председателем Успенского райисполком, в декабре 1991 года был назначен главой администрации Успенского района. В конце 1994 года был избран депутатом Законодательного Собрания Краснодарского края первого созыва. В 1995 году был назначен первым заместителем главы администрации Краснодарского края, который занимался вопросами развития агропромышленного комплекса, оставаясь при этом депутатом краевого парламента. С декабря 1995 года по сентябрь 2017 года был председателем Законодательного Собрания на протяжении пяти созывов.
С 1996 по 2001 год входил в состав Совета Федерации. В 2011—2012 годах был председателем Южно-Российской парламентской ассоциации.
28 сентября 2017 года избран членом Совета Федерации от Краснодарского края‍ — представителем Законодательного Собрания.
16 сентября 2022 года досрочно прекратил полномочия сенатора Российской Федерации.

## Награды
- Орден «За заслуги перед Отечеством» III степени (2020 год)[9]
- Орден «За заслуги перед Отечеством» IV степени (2009)[10]
- Орден Александра Невского (2017)[11]
- Орден Почёта (2004)[12]
- Медаль ордена «За заслуги перед Отечеством» II степени
- Медаль «За заслуги в проведении Всероссийской переписи населения»
- Медаль «Герой труда Кубани»
- Медаль «За выдающийся вклад в развитие Кубани» I степени
- Орден «За верность долгу» (Республика Крым, 15 июня 2015 года) — за вклад в укрепление дружбы и сотрудничества с Республикой Крым, развитие социально-экономических и культурных связей[13]